# 300928 Uderzo
300928 Uderzo este o planetă minoră (asteroid) din centura de asteroizi. A fost descoperită pe 9 februarie 2008 la Saint-Sulpice de Bernard Christophe⁠(d). 
Obiectul prezintă o orbită caracterizată de o semiaxă mare de 3,0620615253193 UAi, o excentricitate de 0,05, o înclinație de 1 ° în raport cu ecliptica.